# Rinkovce
Rinkovce (macedónul: Р'нковце, albánul Orkoca) település Észak-Macedóniában, a Északkeleti körzetben, Lipkovo községben.

## Népesség
| Lakosok száma | 213  | 178  | 184  | 201  | 89   |      | 35   | 21   |
|               | 1948 | 1953 | 1961 | 1971 | 1981 | 1991 | 1994 | 2002 |

- 2002-ben 21 lakosa volt, akik mindannyian albánok.